# Музей Эбера (Париж)
Музей Эбера — основанный в 1978 году национальный музей в Париже, Франция, посвящённый творчеству художника-академиста Эрнста Эбера.
Эрнст Эбер (1817—1908) был одним из самых модных и востребованных художников эпохи Второй империи и Третьей Республики. Он был особенно знаменит своими портретами и жанровыми сценами, посвящёнными, как правило, Италии, в которой художник прожил много лет и которую очень ценил.
Музей расположен в VI округе Парижа в отеле (особняке) Монморанси-Бур, построенном в 1743 году для одного из представителей аристократического рода Монморанси, в котором позднее проживал художник Эбер. Указом от 22 февраля 1926 года его фасад включён в список национальных памятников Франции.
Коллекция работ художника была завещана Франции его наследником Патрисом д’Укерманном. Он также оставил государству помещение для музея и два доходных дома, рента от которых должна была идти на его содержание.
Помимо собственно картин Эбера, интерес представляют также интерьеры, мебель, предметы декоративно-прикладного искусства, фотографии.
С 2004 года музей Эбера является филиалом музея Орсе. В настоящее время музею требуется реставрация, средств на которую нет (во многом — из-за бюрократических споров между управляющими организациями), поэтому музей временно закрыт для посещения. Его коллекция находится на сохранении в фондах музея Орсе.

## Галерея

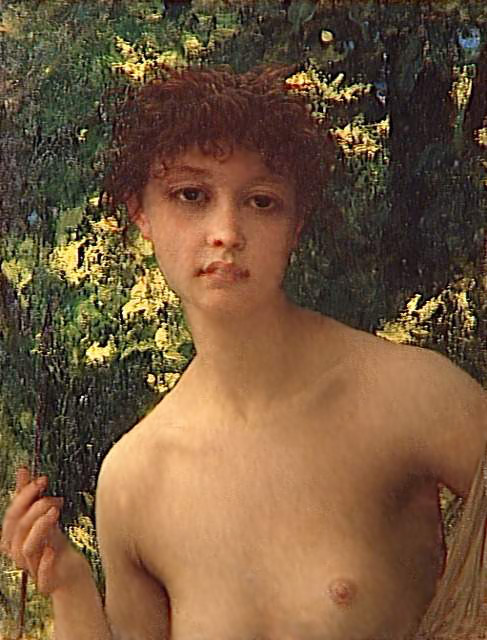
Молодая охотница
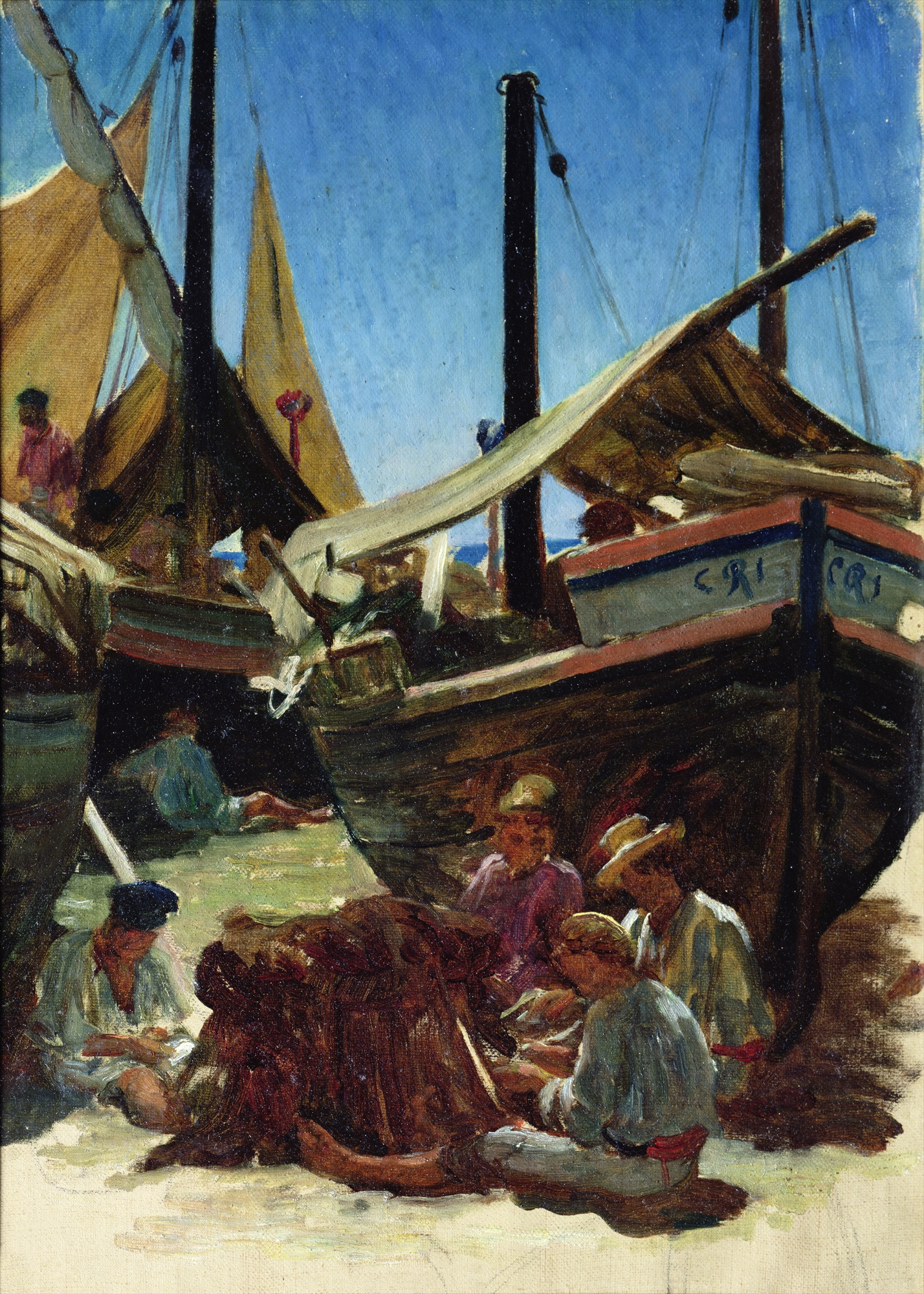
Порт Д'Анцио
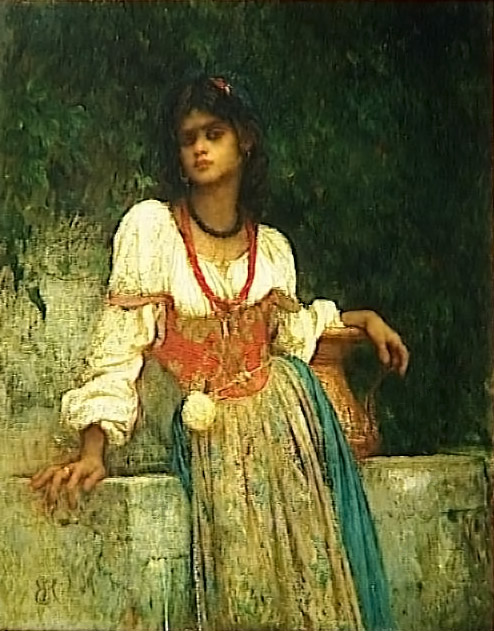
Розанера у фонтана
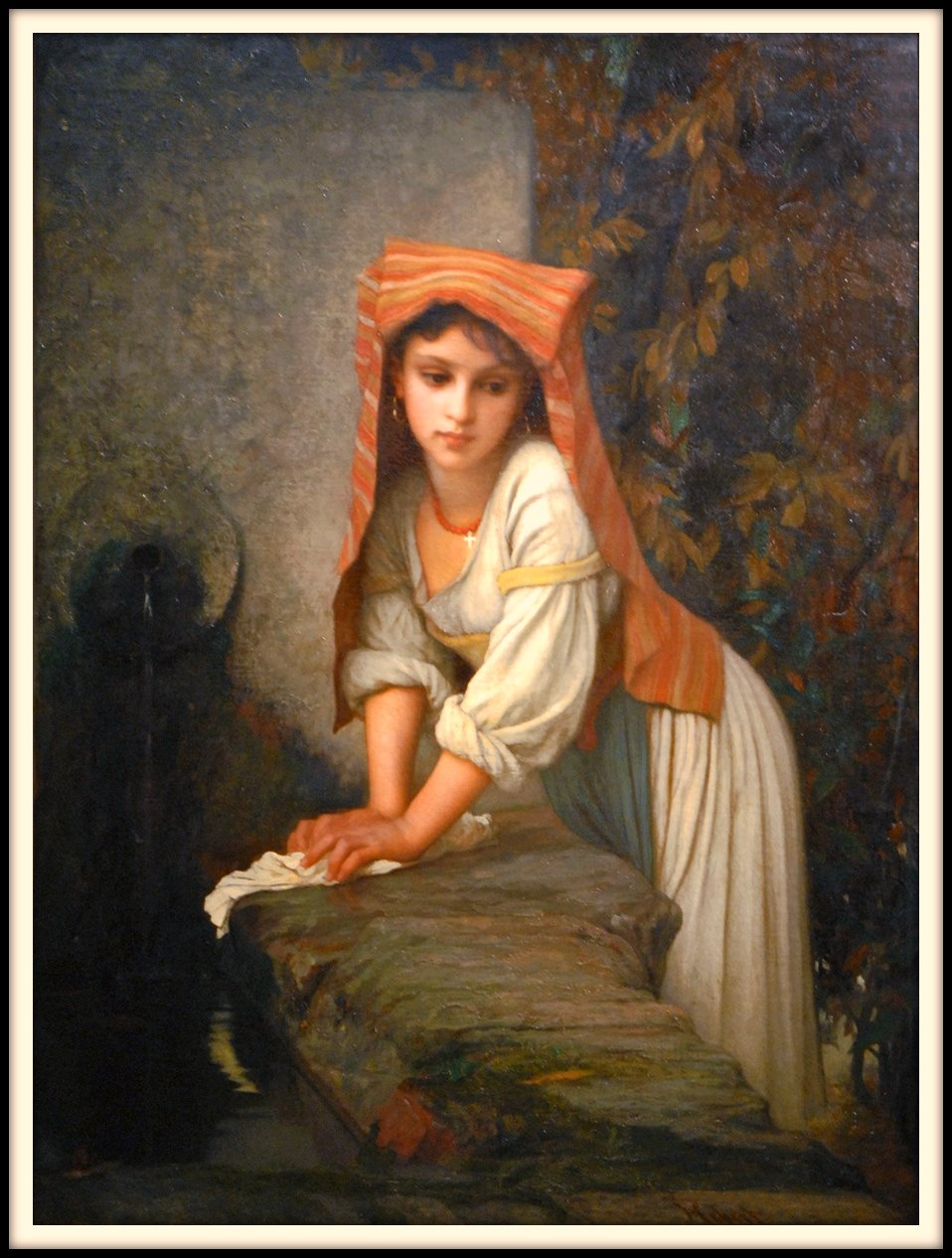
Молодая прачка
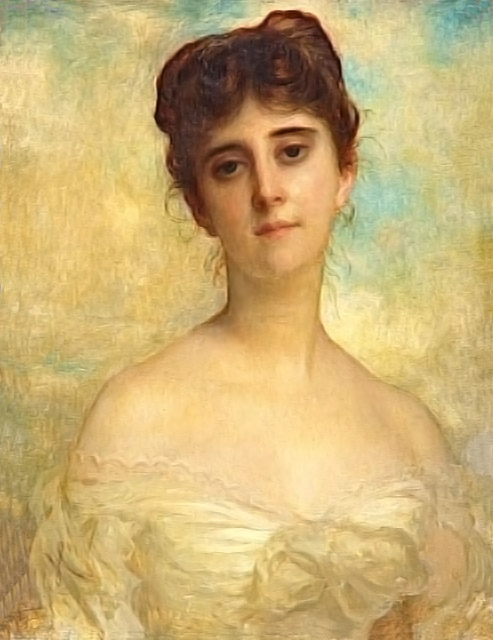
Портрет Луизы Лефьюль Гошон